# ترانه عشق
ترانه عشق (ایتالیایی: La canzone dell'amore) یک فیلم رمانتیک درام به کارگردانی جنارو ریگلی است که در سال ۱۹۳۰ منتشر شد.
این فیلم نخستین فیلم صدادار منتشر شده در کشور ایتالیا محسوب می‌شود. البته فیلم رستاخیز به کارگردانی آلساندرو بلازتی زودتر ساخته شد، اما به دلایلی، انتشار آن به تعویق افتاد و دیرتر از این فیلم به نمایش درآمد.

## بازیگران
- دریا پائولا
- ایسا پولا
- مرچدس برینیونه
- کامیلو پیلوتو
- رناتو مالاواسی
- اومبرتو ساکریپانته
- اُلگا کاپری
- الیو استاینر

### کتابشناسی
- Moliterno, Gino. Historical Dictionary of Italian Cinema. Scarecrow Press, 2008.